# بيرسونا
بيرسونا او برسنا (بالإنجليزية:  Persona)‏ هي فرقة روك اسست في تونس عام 2012 وهي تستقر حاليا في مدينة هانوفر في المانيا ، عرفت الفرقة بموسيقى الروك بأنماط مختلفة مثل بوب روك وبروجريسف ميتال.

## البومات
اشتهرت الفرقة بالكثير من الالبومات المعروفة في عالم الموسيقى في تونس.
- ميتامروفو سيس
- بيرسونا اينبوليجد
- اليوزيف ريفليكشن